# Majkić Japra Donja
Majkić Japra Donja (szerbül: Мајкић Јапра Доња) szerb falu Bosznia-Hercegovinában, a Bosznia-hercegovinai Föderáció Una-Szanai kantonjában, Sanski Most községben.

## Fekvése
Bosznia-Hercegovina északnyugati részén, Bihácstól légvonalban 38, közúton 54 km-re keletre, Sanski Mosttól légvonalban 24, közúton 34 km-re nyugatra fekvő erdős területen, a Grmeč-hegység alatt, a Japra völgyében fekszik. A Japra-folyó számos halfajt kínál a sporthorgászok számára, mint például a keszeg, a pisztráng, a csuka, a márna, a domolykó és a sügér. A folyó 43 kilométer megtétele után Blagaj közelében ömlik a Szana folyóba.

## Népessége
| Nemzetiségi csoport | Népesség 1991 | Népesség 2013 |
| ------------------- | ------------- | ------------- |
| Szerb               | 233           | 11            |
| Bosnyák             | 0             | 0             |
| Horvát              | 0             | 0             |
| Jugoszláv           | 0             | 0             |
| Egyéb               | 0             | 0             |
| Összesen            | 237           | 11            |

## Története
A Japra völgyében volt az ókorban az ország egyik legfontosabb bányászati és vasolvasztó komplexuma. A régi illír japod törzs építette több mint 2500 évvel ezelőtt, amelyről Japra is a nevét kapta, és jelentős mértékben a rómaiak fejlesztették ki. A Ćel melletti Blagaj Japra, Maslovare, Donji Agići - Čelopek és Gradina településeken 1963-ig folytak a kutatások, és szenzációs régészeti felfedezések születtek (bányászok szobra a negyedik századból, sírkövek, szerszámok, fegyverek, háztartási használati tárgyak és bányászati eszközök). A lelőhelyeket később betemették, a leleteket szétszórták, kivéve néhány mozgatható emléket, amelyek kiállítási tárgyként kerültek át a Bosznia-Hercegovinai Nemzeti Múzeumba, Szarajevóba.
A falu történetéhez kapcsolódó hagyomány szerint a törökök 1683-as Bécs elleni támadása után, amelyben a harcban kitüntették magukat, néhány mozgósított krajišnik (krajinai határőr) anyagi jutalomban is részesült. Így kapta meg a jogot a manjačai Majkić Gvozden, hogy nagy családjával a Japra folyó vidékére költözzön, és így született meg a falu, mely a Majkić Japra nevet kapta. A Japra folyón egykor 70 vizimalom működött.

## Nevezetességei
Majkić Japra ortodox templomát 1939. július 30-án szentelték fel.